# Mais je t'aime
Singles par Grand Corps Malade
Effets secondaires
(2020) Mesdames
(2020)
Singles par Camille Lellouche
Je remercie mon ex
(202-)
Clip vidéo
[vidéo] « Mais je t’aime », sur YouTube
Mais je t’aime est une chanson du slameur Grand Corps Malade et de la chanteuse Camille Lellouche, sortie le 19 juin 2020. Le titre sert de premier extrait à l’album Mesdames de Grand Corps Malade, composé de duos avec des femmes.

## Genèse
Pour son album Mesdames, Grand Corps Malade décide d’inviter Camille Lellouche. Celle-ci lui propose plusieurs chansons, dont Mais je t’aime, une chanson inachevée écrite trois ans plus tôt, à la suite d’une rupture : « J’ai écrit les paroles au bout de deux mois de relation avec une personne. » « Je n’ai jamais réussi à la finir. Un jour, je suis avec Fabien, il y a un piano devant nous […] Je lui ai fait écouter et il a commencé à chanter dessus en improvisation totale, il est venu sublimer cette chanson »,. La chanson est ainsi finalisée et sort donc en single.

## Clip vidéo
Le clip vidéo sort le 19 juin 2020, le même jour que le single. Il est réalisé en noir et blanc et montre Grand Corps Malade et Camille Lellouche interpréter la chanson dos à dos, puis face à face. Le clip devient la vidéo la plus vue de la chaîne de Grand Corps Malade en seulement quelques jours, et dépasse les 8,5 millions de vues en deux semaines.
Le clip montre Camille Lellouche en train de pleurer, ce qu’elle explique ainsi : « La veille du clip, la personne pour qui j’avais écrit la chanson a récupéré ses affaires chez moi. Mon émotion n’est pas feinte. Celle de Fabien non plus, car il connaissait cette personne. À chaque fois qu’on la chante, il se passe un truc très fort entre nous ».

## Promotion
Grand Corps Malade et Camille Lellouche interprètent la chanson en live dans l’émission C à vous le 23 juin 2020.

## Classements hebdomadaires
| Classement (2019-20)                    | Meilleure position |
| --------------------------------------- | ------------------ |
| Belgique (Wallonie Ultratop 50 Singles) | 12                 |
| France (SNEP)                           | 9                  |
| France (SNEP Ventes)                    | 1                  |
| Suisse (Schweizer Hitparade)            | 41                 |
| Suisse (Charts Romandie)                | 1                  |

## Distinction

### Certifications
| Pays     | Organisme | Certification | Seuil                            |
| -------- | --------- | ------------- | -------------------------------- |
| France   | SNEP      | Platine       | 25 millions d’équivalent streams |
| Belgique | Ultratop  | Platine       | 20 000                           |

### Récompense
- Victoires de la musique 2021 : Victoire de la chanson originale[14],[15].